# República Democrática de Azerbaiyán
La República Democrática de Azerbaiyán (en azerí: Azərbaycan Xalq Cümhuriyyəti) fue la primera república democrática y laica en el mundo musulmán. La República Democrática de Azerbaiyán fue fundada tras el colapso del Imperio ruso, que comenzó con la Revolución rusa de 1917 por el Consejo Nacional de Azerbaiyán en Tiflis. Sus fronteras fueron establecidas con Rusia en el norte, la República Democrática de Georgia en el noroeste del país, la República Democrática de Armenia en el oeste y Persia en el sur. Tenía una superficie total de aproximadamente 120.000 km² y una población de seis millones de habitantes. Ganyá fue la capital provisional de la República porque Bakú estaba bajo control bolchevique hasta 1919.
La independencia fue declarada el 28 de mayo de 1918 en Tiflis por el Consejo Nacional Azerbaiyano. La República existió solo 23 meses. El 27 de abril de 1920, el XI Ejército Rojo entró en Bakú y la República Democrática de Azerbaiyán cayó. Fue proclamada la República Socialista Soviética de Azerbaiyán.

## Historia

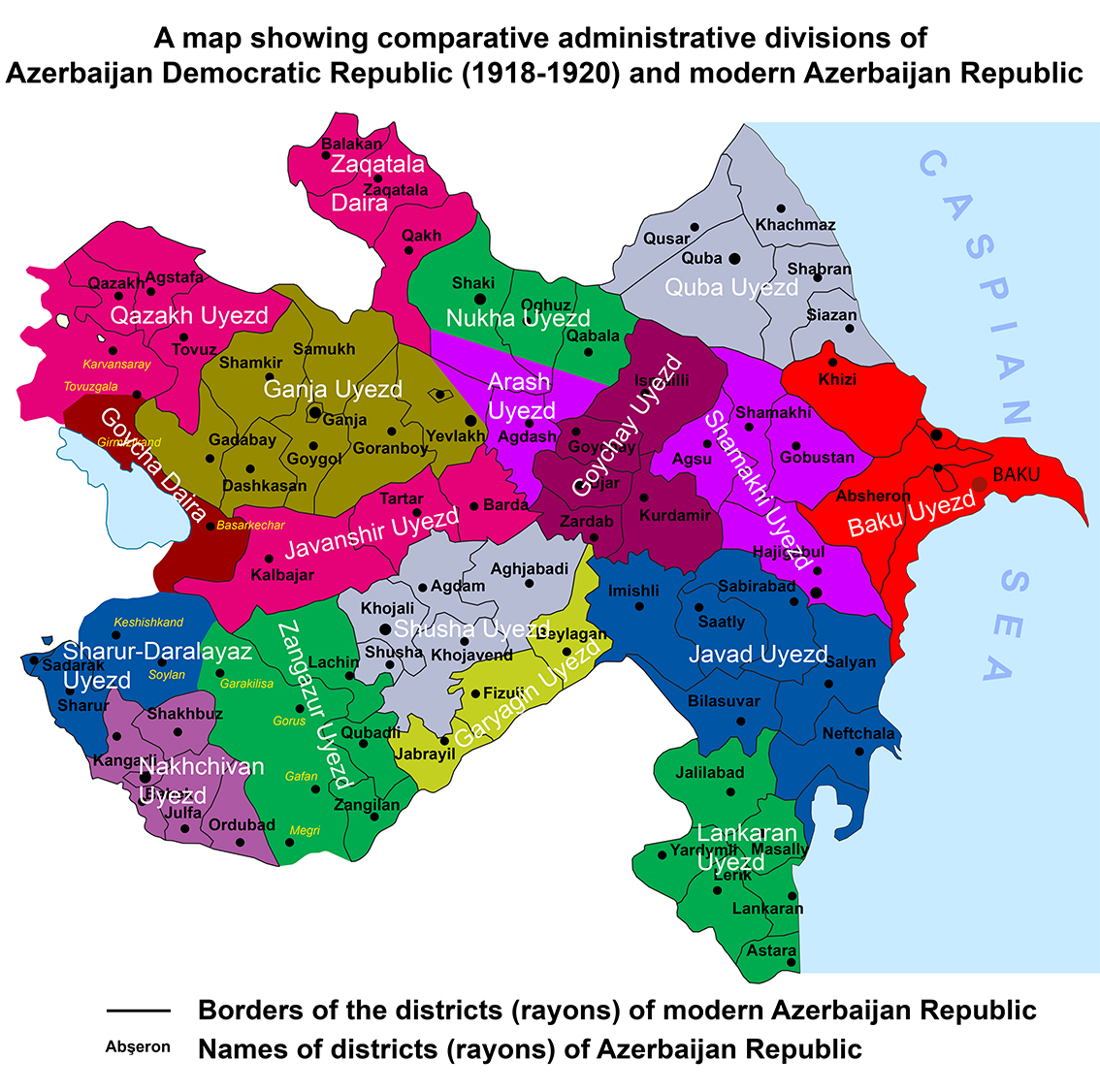
Mapa comparando las divisiones administrativas de Azerbaiyán en 1918 y en la actualidad.

En febrero de 1917 se pasó la primera etapa de la Revolución rusa y la Rusia zarista y la situación política se agravó. El 14 de septiembre el gobierno temporal proclamó la república de Rusia, pero el 25 de octubre cayó por la Revolución de Octubre. El 28 de noviembre de 1917 se creó el Comisariado Transcaucásico que, a principios de 1918, estableció la Asamblea General (Sejm Transcaucásico).
En marzo de 1918 ocurrieron los acontecimientos de marzo (Genocidio de Marzo).
El 7 de abril de 1918 la fracción musulmana anunció que se retiraba el gobierno y el 22 de abril fue decidido establecer la República Federativa Democrática de Transcaucasia. El 26 de mayo el Sejm Transcaucásico declaró su autodisolución.
El 27 de mayo los miembros de la fracción musulmana, declarándose su Consejo Nacional de Azerbaiyán, decidió en la reunión proclamar la independencia de Azerbaiyán. Así fue sentado la base de la república parlamentaria futura. Como presidente del Consejo Nacional de Azerbaiyán fue elegido Mamad Amin Rasulzadeh.
El 28 de mayo fue proclamada la República Democrática de Azerbaiyán independiente. En la declaración de independencia se proclama: 
1. A partir de hoy nación azerbaiyana es el sujeto de los derechos soberanos y Azerbaiyán -es un estado independiente;
2. La forma del sistema político de Azerbaiyán independiente es la República Democrática;
3. La República Democrática de Azerbaiyán trata de establecer las relaciones de amistad con las naciones y estados determinados;
4. La República Democrática de Azerbaiyán garantiza los derechos civiles y políticos para los ciudadanos en el marco territorial sin discriminación de su nacionalidad, religión, género y situación social;
5. La República Democrática de Azerbaiyán creará las condiciones del desarrollo para las naciones que viven en su territorio;
6. Hasta la convocación de la Asamblea Constitucional, Azerbaiyán es encabezada por el Consejo Nacional, elegido por la votación popular, y el gobierno temporal, responsable ante la Asamblea General.

En el mismo día Fatali Khan Khoiski formó el primer gobierno y declaró su compuesto. Entre los ministros se figuran Khosrov bey Sultanov, Nasib bey Usubbekov, Khalil bey Khasmammadov, Djamo bey Qadjinski, Mamed Hasan Qadjinski u otros.
El 4 de junio de 1918 fue firmado un acuerdo de paz y amistad entre Azerbaiyán y Turquía. Desde el 25 de mayo, el general turco Nuru Рasha comenzó a formar el ejército islámico del Cáucaso. Según el contrato, Turquía obligó prestar asistencia militar al gobierno de la República Democrática de Azerbaiyán en caso de necesidad. El 5 de junio el ejército turco entró en Elizavetpol (actualmente Ganyá). El 6 de junio las unidades armadas del Consejo de Bakú de los comisarios populares lanzaron una ofensiva contra Elizavetpol. El gobierno azerbaiyano solicitó la asistencia militar de Turquía basándose en el acuerdo último.
El 16 de junio de 1918 el gobierno azerbaiyano se mudó de Tiflis a Elizavétpol (el 30 de junio fue denominado como lo era históricamente, Ganyá). El 17 de junio, el primer gobierno de la República se disolvió y fue formado el segundo gobierno.
El 9 de julio se terminaron los enfrentamientos de tres días por Kurdamir, con fracaso del ejército del Consejo de los Comisarios de Bakú. El 25 de julio, los miembros del Consejo celebraron una reunión, en la que decidieron invitar a Bakú a los ingleses para formar un Gobierno de Unidad Socialista. La resolución fue adoptada con 259 votos (eseritas de derechas, socialdemócratas —mencheviques— y dashnak) a favor y 236 votos (socialdemócratas —bolcheviques—) en contra. El 31 de julio los bolcheviques dimitieron. Así, el poder de Bakú pasó al mando de la Dictadura del Caspio Central. Pero las nuevas autoridades no pudieron detener el Ejército Islámico del Cáucaso. Los ingleses llegaron a Bakú el 17 de agosto. El 15 de septiembre el ejército turco-azerbaiyano encabezado por Nuru Pasha entró en Bakú.
El 17 de septiembre el gobierno se mudó de Ganyá a Bakú.
Еl 19 de noviembre de 1918 fue adoptada la decisión sobre el establecimiento del parlamento azerbaiyano. El 7 de diciembre se creó el Parlamento de la República Democrática de Azerbaiyán, que inicialmente consta de 97 diputados. Como presidente del parlamento fue nombrado Alimardan bey Topchubashov. En el parlamento se representaron 11 fracción y grupos. En 1919 el parlamento tiene totalmente 96 diputados de las siguientes fracciones:
- Musavat: 28
- Ittikhad: 13
- Ekhrar: 6
- Bloque socialista: 8
- Qummet: 5
- Sociedad eslava-rusa: 3
- Minorías nacionales: 4
- Fracción armenia: 5
- Dashnaksyutyun: 6
- Diputados sin partidos: 18

A principios de 1920 la situación en Karabaj se agravó y la mayoría del ejército azerbaiyano se trasladó a Nagorno Karabaj. En abril, el XI Ejército Rojo se acerca a las fronteras septentrionales de Azerbaiyán. El 27 de abril los militares cruzaron la frontera y no encontraron ninguna resistencia.
El 28 de abril de 1920 los ejércitos entraron en Bakú. La República Democrática de Azerbaiyán cayó.

## Bandera de la República
El 21 de junio de 1918 fue adoptada por el gobierno fue la decisión sobre la bandera estatal: reconocer la bandera de tela roja con la luna blanca y estrella blanca de ocho puntas como la bandera estatal de la República Democrática de Azerbaiyán.
El 9 de noviembre de 1918, en la base del informe del presidente de gobierno, Fatali khan Khoiski, fue firmada la bandera, que consta de tres franjas horizontales de tamaño igual de tres colores: azul la superior, roja la central y verde la inferior. La franja roja también tiene en su centro una luna blanca y una estrella blanca de ocho puntas.
Se reconoció la bandera compuesta de azul, rojo y verde con la luna blanca y la estrella blanca de ocho puntas en el centro de la franja roja como la bandera nacional de la República Democrática de Azerbaiyán.
El 7 de diciembre, la bandera fue confirmada por el parlamento e izada en el mismo edificio.